# Hipolita
Hipolita – żeński odpowiednik imienia Hipolit.
Hipolita imieniny obchodzi: 3 lutego, 13 sierpnia, 22 sierpnia i 21 września.

## Znane osoby
- Hipolita Maria Sforza, babka królowej Bony
- Hipolita Grimaldi, księżna Monako